# Sordellina punctata
Sordellina punctata — вид змій родини полозових (Colubridae). Ендемік Бразилії. Це єдиний представник монотипового роду Sordellina, названого на честь італійського герпетолога Фердінандо Сорделлі.

## Поширення і екологія
Sordellina punctata мешкають в прибережних районах на південному сході Бразилії, від Сан-Паулу до Санта-Катарини. Вони живуть в атлантичних лісах, на висоті до 900 м над рівнем моря. Ведуть напівводний, денний спосіб життя. Живляться переважно черв'яками. Відкладають яйця.